# Зырянка (приток Большой Чёрной)
Зырянка — река в Томской области России. Устье реки находится в 32 км по левому берегу реки Большая Чёрная, на границе Кемеровской и Томской областей. Длина реки составляет 12 км.

## Данные водного реестра
По данным государственного водного реестра России относится к Верхнеобскому бассейновому округу, водохозяйственный участок реки — Томь от города Кемерово и до устья, речной подбассейн реки — Томь. Речной бассейн реки — (Верхняя) Обь до впадения Иртыша.